# 연패
연패(連敗)는 게임이나 경기, 경쟁, 싸움 등에서 개인, 혹은 단체가 중단 없이 연속적으로 이룬 패배이다.
동음이의어로 연패(連霸)가 존재한다. 연패(連霸)는 계속하여 패권을 잡는 것이다. 즉, 운동 경기이나 경쟁 등에서 중단 없이  연속적으로 승리하는 것을 이야기한다.

## 같이 보기
- 연승
- 동음이의어